# 东方莎茵蛛
东方莎茵蛛（学名：Thyene orientalis）为跳蛛科莎茵蛛属的动物。分布于越南以及中国大陆的湖南等地。该物种的模式产地在越南。其种加词“orientalis”意为“东方的”。